# ویندیشگراستن
ویندیشگراستن (به آلمانی: Windischgarsten) یک منطقهٔ مسکونی در اتریش است که در ناحیه کیرشدورف آندر کرمس واقع شده‌است. ویندیشگراستن ۴٫۹ کیلومتر مربع مساحت دارد ۶۰۲ متر بالاتر از سطح دریا واقع شده‌است.